# Télévision Algérienne
Télévision Algérienne ou Televisão Argelina em português (árabe: التلفزيون الجزائري), é o primeiro canal público argelino de televisão do grupo EPTV (anteriormente Établissement national de télévision, ENTV).